# Кілп'явр (аеродром)
Кілп'явр або Кілп-Явр (фін. Kilpijärvi), також «Мурманськ (Кілп'явр)» — військовий аеродром у Мурманській області, розташований за 30 кілометрів на північний захід від Мурманська в селищі Кілп'явр.

## Історія
Аеродром збудований у 1953 році. Тоді ж при аеродромі було збудовано селище. Аеродром і селище отримали назву за розташуванням на озері Кілп'явр.
У 1963 — 1976 роках на аеродромі розміщувався аеропорт «Мурманськ-3», де базувалася цивільна авіація Мурманська.
На аеродромі в 1956—1962 роках розміщувався 174-й гвардійський Червонопрапорний Печенгський винищувальної авіації полк імені Б. Ф. Сафонова.
В 1962 на аеродромі розмістився 941-й винищувальний авіаційний полк.
У 1965-му році біля аеродрому розбився Ту-124. 1970 року поблизу аеродрому розбився ще один Ту-124.
У 1985 році аеродром було оновлено для забезпечення базування винищувачів Су-27.
З 2001 по 2009 на аеродромі розміщувався 9-й гвардійський винищувальний авіаційний полк, створений у 2001 році на основі 941-го винищувального авіаційного полку, якому передані всі регалії 470-го гвардійського Віленського ордена На озброєнні 9-го гв. ВАП були літаки МіГ-19, Су-9 та МіГ-23М.
У 2009 полк був переведений до Карелії на аеродром Бєсовець, де був об'єднаний зі 159-м і 177-м винищувальними полками аеродромів Бєсовець і Лодейне Поле відповідно.
На аеродромі в різний час розміщувалися літаки МіГ-19, Су-9, МіГ-23М Ту-124, Су-27, Ту-134. Один з перших полків мав МіГ-31. Іл-18, Ан-26, Ан-10, Ан-12.

## Катастрофи та інциденти
- 10 листопада 1965 пасажирський літак Ту-124В через помилки пілотів розбився при посадці на аеродром Кілп'явр (який в той час був аеродромом спільного базування). Загинуло 32 людини.[3]